# Astralarctia amazonica
Astralarctia amazonica är en fjärilsart som beskrevs av Reich. 1933. Astralarctia amazonica ingår i släktet Astralarctia och familjen björnspinnare. Inga underarter finns listade i Catalogue of Life.